# Teórico (marxismo)

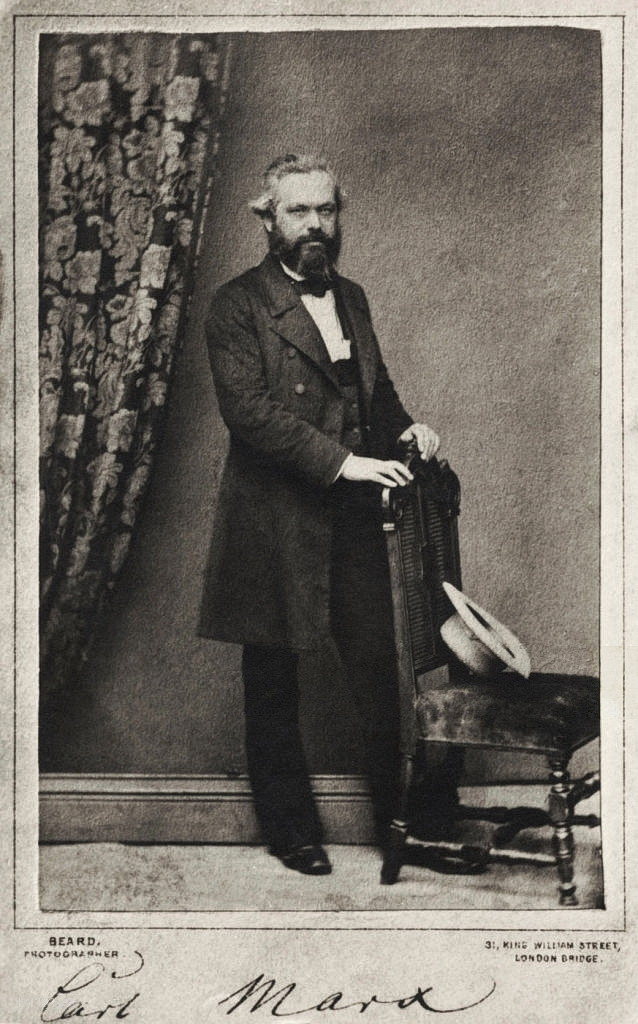
Karl Marx em 1861

No marxismo, um teórico é um indivíduo que observa e escreve sobre a condição ou dinâmica da sociedade, história ou economia, fazendo uso dos princípios fundamentais do socialismo marxista na análise.

## Derivação do termo
O termo "teórico" como usado por Marx, originalmente tinha um significado muito mais específico, onde o teórico está intimamente ligado à classe trabalhadora e faz parte dela esclarecendo sua luta e expressando seus interesses. Em Miséria da Filosofia (1847), Marx observa que "Assim como os economistas" - referindo-se aos economistas políticos clássicos - "são os representantes científicos da classe burguesa, os socialistas e os comunistas são os teóricos da classe do proletariado." Em outras palavras, eles são pensadores partidários do lado da classe trabalhadora.
Quando o capitalismo era relativamente imaturo e a luta da classe trabalhadora subdesenvolvida, seu pensamento tomava formas utópicas e eles "improvisavam sistemas e iam em busca de formas regenerativas". No entanto, à medida que o capitalismo amadureceu e a luta de classes independente do proletariado se desenvolveu, "eles só precisam tomar nota do que está acontecendo diante de seus olhos e se tornar seu porta-voz". Uma vez que compreendam que a pobreza não é simplesmente pobreza, mas que tem "um lado revolucionário, subversivo, que vai derrubar a velha sociedade", a ciência - o pensamento comunista, na medida em que incorpora esse lado subversivo - "deixou de ser doutrinária e tornou-se revolucionário."
Marx contrastou esse papel científico e partidário dos teóricos do proletariado com a neutralidade superficial de Proudhon, que tentou elevar-se acima da Economia Política e do Comunismo:
"Ele quer se elevar como homem da ciência acima da burguesia e dos proletários; ele é apenas o pequeno burguês, continuamente jogado de um lado para outro entre o capital e o trabalho, a economia política e o comunismo."
No Manifesto Comunista, Marx e Engels não falam mais dos comunistas simplesmente como teóricos, mas enfatizam que esta faceta de sua atividade:
"Os comunistas, portanto, são por um lado, praticamente, a seção mais avançada e resoluta dos partidos operários de cada país, aquela seção que empurra todos os outros; por outro lado, teoricamente, eles têm sobre as grandes massas do proletariado a vantagem de compreender claramente a linha de marcha, as condições e os resultados gerais finais do movimento proletário."
Na medida em que são teóricos, são 'teóricos práticos', não analisando abstratamente a sociedade em geral ou alguma faceta dela, mas dedicados a compreender e esclarecer "a linha de marcha" do movimento proletário. Daí em diante, essa foi a tarefa que Marx e Engels, os teóricos marxistas preeminentes, se propuseram.
Assim, em uma resenha de O Capital, a obra da vida de Marx, que Engels escreveu para o Rheinische Zeitung, ele enfatizou sua importância para os sociais-democratas alemães, descrevendo "o presente livro como sua bíblia teórica, como o arsenal de onde eles aceitará seus argumentos mais reveladores." Em outras resenhas e correspondência, Marx e Engels enfatizam continuamente a importância desse trabalho teórico para armar a classe trabalhadora.
Em contraste, Marx e Engels eram extremamente cautelosos quanto ao papel do que pode ser descrito como "teóricos profissionais", embora eruditos, que estavam apenas tenuamente familiarizados com sua teoria e não estavam ligados às lutas da classe trabalhadora. Assim, encontramos Marx escrevendo para Sorge em outubro de 1877, após a fusão dos sociais-democratas alemães com os lassalleanos, reclamando da reintrodução do socialismo utópico no movimento ("que por dezenas de anos temos eliminado das cabeças de operários alemães com tanto trabalho e labuta") por "toda uma gangue de estudantes semi-maduros e médicos super-sábios que querem dar ao socialismo uma orientação "ideal superior", ou seja, substituir sua base materialista (que exige um estudo objetivo sério de quem tenta usá-lo) pela mitologia moderna com suas deusas da Justiça, Liberdade, Igualdade e Fraternidade. Como sua influência persistiu, Engels observou em uma veia semelhante:
"Nós ... desistimos de todo o tráfego com as pessoas que querem contrabandear esse absurdo e esses lambedores do Partido. . . Em breve chegará a hora de se manifestar contra os filantrópicos tipos de classe média alta e baixa, estudantes e professores, que estão penetrando no Partido Alemão e querem diluir a luta de classes do proletariado contra seus opressores em uma organização de fraternidade humana universal "(Engels a Becker, 8 de setembro de 1879)
Menos vigorosamente, Marx e Engels explicaram sua posição aos líderes do partido:
“É um fenômeno inevitável, enraizado no curso do desenvolvimento, que pessoas do que até agora foram as classes dominantes também se juntem ao proletariado militante e contribuam com elementos culturais para ele. Declaramos isso claramente no Manifesto [Comunista]. Mas aqui há dois pontos a serem observados:
Em primeiro lugar, para serem úteis ao movimento proletário, essas pessoas também devem trazer elementos culturais reais para ele. Mas com a grande maioria dos convertidos burgueses alemães esse não é o caso. ... há tantos pontos de vista entre essa pequena burguesia quanto há cabeças; em vez de produzir clareza em um único caso, eles produziram apenas uma confusão desesperada - felizmente quase exclusivamente entre eles. Elementos culturais cujo primeiro princípio é ensinar o que não aprenderam podem ser muito bem dispensados pelo Partido.
Em segundo lugar. Se pessoas deste tipo de outras classes ingressam no movimento proletário, a primeira condição é que não tragam consigo nenhum vestígio de preconceito burguês, pequeno-burguês, etc., mas adotem de todo o coração o ponto de vista proletário. Mas esses senhores, como foi provado, estão entupidos e abarrotados de ideias burguesas e pequeno-burguesas."('Carta circular', de 17 a 18 de setembro de 1879)

## Teóricos marxistas notáveis
| - Karl Marx - Friedrich Engels - V.I. Lenin - Joseph Stálin - Mao Tsetung - Presidente Gonzalo - Ernesto "Che" Guevara - İbrahim Kaypakkaya - Rosa Luxemburg - Antonio Gramsci | * Antonio Labriola - Otto Bauer - Ferdinand Lassalle - Wilhelm Liebknecht - György Lukács - Iulii Martov - Franz Mehring - Eduard Bernstein - Amedeo Bordiga - Nikolai Bukharin - Maurice Cornforth - Daniel DeLeon - Rajani Palme Dutt - Louis C. Fraina - Haim Kantorovitch - Karl Kautsky | - Anton Pannekoek - Alexander Parvus - Georgii Plekhanov - David Riazanov - Mikhail Suslov - August Thalheimer - Palmiro Togliatti - Leon Trotsky - Enver Hoxha |